# Packer Township (comté de Carbon, Pennsylvanie)
Packer Township est un township, situé au centre-ouest du comté de Carbon, aux États-Unis,. En 2010, il comptait une population de 998 habitants.

## Démographie
Lors du recensement de 2010, le township comptait une population de 998 habitants. Elle est également estimée, en 2016, à 984 habitants.

### Source de la traduction
- (en) Cet article est partiellement ou en totalité issu de l’article de Wikipédia en anglais intitulé « Packer Township, Carbon County, Pennsylvania » (voir la liste des auteurs).